# Kayapa
Kayapa é um município de  terceira classe de renda municipal (d) na província Nova Vizcaya, nas Filipinas. De acordo com o censo de 1 de maio  de  2020 possui uma população de 26 469 pessoas e 6 130 domicílios.